# Atelopus sernai
Espèce
Statut de conservation UICN

 CR A2ace : 
En danger critique
Atelopus sernai est une espèce d'amphibiens de la famille des Bufonidae.

## Répartition
Cette espèce est endémique du département d'Antioquia en Colombie. Elle se rencontre entre 2 800 et 3 100 m d'altitude dans la serranía Las Baldías.

## Description
Les mâles mesurent de 20,8 à 26,0 mm et les femelles de 30,0 à 33,0 mm.

## Étymologie
Cette espèce est nommée en l'honneur de Marco Antonio Serna.

## Publication originale
- Ruiz-Carranza & Osorno-Muñoz, 1994 : Tres nuevas especies de Atelopus A.M.C. Duméril and Bibron 1841 (Amphibia: Bufonidae) de la Cordillera Central de Colombia. Revista de la Academia Colombiana de Ciencias Exactas, Físicas y Naturales, vol. 19, p. 165-179 (texte intégral).